# 島根県立東部総合福祉センター
島根県立東部総合福祉センター（しまねけんりつとうぶそうごうふくしセンター）は、島根県松江市にある島根県の複合施設。愛称はいきいきプラザ島根。

## 概要
島根県における福祉の拠点施設として整備された。施設内にはひとり親家庭への生活支援などを行う「母子父子福祉センター」や発達障がい者・家族を支援する「発達障害者支援センター」、福祉従事者への教育や福祉人材の橋渡しを行う「福祉人材センター」など様々な福祉施設･福祉団体が入居している。また、施設内には体育室や貸会議室などもあり一般への貸し出しも行われている。

## 施設

### 1階
- 事務室
- 島根県消防協会
- 島根県社会福祉会
- 島根県地域若者サポートステーション　サポステ松江
- 共用会議室
- 体育室
- 食堂

### 2階
- 島根県母子父子福祉センター
- 島根県福祉人材センター
- 島根県立心と体の相談センター
- 島根県ろうあ連盟
- 島根県精神保健福祉会連合会
- 島根被害者サポートセンター
- 島根県東部発達障害者支援センター ウィッシュ
- 島根県障がい者就労事業振興センター
- 島根県運営適正化委員会
- 研修室（201）

### 3階
- 松江保健所
- 島根県聴覚障害者情報センター
- 一般社団法人島根県食品衛生協会　松江支所

### 4階
- シマネスクくにびき学園
- 研修室（401～407）
- 調理実習室

### 5階
- 島根県社会福祉事業団
- 島根県社会福祉協議会
- 島根県共同募金会
- 会議室

## アクセス
- 松江市交通局（松江市営バス）「県合同庁舎前」下車してすぐ。